# Perry Mason e i dadi truccati
Perry Mason e i dadi truccati (The Case of the Rolling Bones) è un romanzo giallo del 1939 scritto da Erle Stanley Gardner, e appartenente alla serie con protagonista il celebre avvocato Perry Mason.

## Trama
La giovane Phyllis Leeds ingaggia Perry Mason perché teme che il resto dei suoi parenti voglia far interdire il suo eccentrico zio Alden, solo perché temono che sposi Emily Milicant, una donna di mezza età di cui si è invaghito, e che così li privi dell'eredità. Emily Milicant è invece preoccupata che qualcuno stia ricattando Alden: il giorno precedente ha emesso un assegno di ventimila dollari in favore del misterioso L.C. Conway, proprietario fino a poco prima di una ditta specializzata nella produzione di...dadi truccati! Ora l'ha ceduta all'ancor più losco Guy Serle, ma evidentemente è a conoscenza di qualche segreto riguardante Alden Leeds, che non esita a pagarlo perché rimanga tale.
Perry Mason sventa un primo tentativo dei parenti di far interdire Alden, ma mentre indaga sul misterioso Conway, ci scappa il morto: a finire assassinato con un coltello nella schiena è John Milicant, fratello di Emily. E a complicare ancor di più le cose, Alden è stata una delle ultime persone viste sul luogo del delitto, e ora non si riesce a trovarlo da nessuna parte.
Il geniale avvocato dovrà districare una delle più intricate matasse della propria carriera...e il bandolo potrebbe risalire addirittura ad oltre trent'anni prima nel Klondike, dove il giovane Alden aveva accumulato la sua fortuna!

## Personaggi
- Perry Mason, celebre avvocato
- Della Street, segretaria di Mason
- Paul Drake, investigatore privato e collaboratore di Mason
- Alden Leeds, milionario eccentrico
- Phyllis Leeds, sua nipote e assistente
- Jason Carrel, Harold Leeds, nipoti di Alden
- Freeman Leeds, fratello minore di Alden
- Emily Milicant, ex-ballerina di mezza età
- John Milicant, suo fratello
- L.C. Conway, Guy Serle, loschi imprenditori
- Mary Whittaker, venditrice di sigari
- Inez Colton, giovane vicina di Conway
- Ned Barkler, amico di vecchia data di Alden
- Bill Hogarty, ex-socio defunto di Alden

## Edizioni italiane
- Perry Mason e i dadi truccati, collana I classici del Giallo Mondadori n. 288, Arnoldo Mondadori Editore, febbraio 1978.
- Il caso dei dadi truccati, collana Oscar scrittori del Novecento n. 1875, Arnoldo Mondadori Editore, gennaio 2005, pp. 181.